# Rio Floriano (Paraíba)
O rio Floriano é um curso de água que banha o estado da Paraíba, Brasil.